# Kangourou gris
Macropus fuliginosus
Espèce
Statut de conservation UICN

 LC  : Préoccupation mineure
Le kangourou gris  (Macropus fuliginosus ; en anglais : Western grey kangaroo) est un grand macropus très commun dans tout le Sud de l'Australie. Il ressemble beaucoup au kangourou géant. Sa population était estimée à 3 000 000 d'individus en 1996.

## Description
Il mesure entre 0,9 et 1,4 m de haut avec une queue de 0,75 à 1 m et un poids de 15 à 54 kg. Le mâle est sensiblement deux fois plus gros que la femelle (54 kg contre 28). Il a un pelage épais, grossier dont la couleur varie du gris clair au « chocolat » ; le cou, la poitrine et le ventre sont plus clairs. La tête, petite avec un poil plus fin que chez les autres kangourous, porte deux grandes oreilles. Le mâle a une odeur très forte, désagréable, qui lui vaut le surnom de « le puant » (en anglais : « the stinker »).

## Distribution et habitat
On le trouve depuis la baie Shark en Australie Occidentale jusqu'au bassin Murray-Darling en Nouvelle-Galles du Sud et au Queensland. On ne le trouve pas au Nord du Tropique du Capricorne et dans les régions fertiles du Sud-Est.
Il habite les bois, les savanes et les prairies des régions semi-arides.

## Mode de vie
C'est un animal nocturne qui vit en bandes (un « mob ») d'une quinzaine d'individus.

## Alimentation
Il se nourrit d'herbes mais aussi de branchages, d'écorces et de pousses d'arbres. Il est capable de vivre avec très peu d'eau.

## Reproduction
Il n'y a pas de saison de reproduction particulière mais un pic au printemps et en été. Les mâles se battent entre eux. Généralement, seul le mâle dominant s'accouple. La période de gestation est de 30 jours, après quoi l'embryon passe dans la poche marsupiale pour 130 à 150 jours.

## Prédateurs
Le kangourou a 3 prédateurs : le dingo, le serpent et bien sûr l'homme.